# Zamek w Szumsku
Zamek w Szumsku – drewniany zamek zbudował w XIII w. ród książąt ruskich.

## Historia
W 1240 r. warownia została zniszczona podczas najazdu tatarskiego.

## Renesansowy zamek
Następny zamek, w stylu renesansowym, zbudowała w XVI w. rodzina Jeło-Malińskich. Po Malińskich właścicielem zamku został Michał Radziwiłł, koniuszy litewski, hetman wielki koronny, ojciec Karola Panie Kochanku, za którego czasów był jeszcze zamieszkały. Książę Michał, a następnie książę Karol zjeżdżali tu często dla łowów, które wyprawiali w ogromnych lasach szmuskich. W XVIII w. ks. Józef Sapieha na należącym wówczas do niego zamku posiada dużą galerię obrazów z dziełami między innymi Sylwestra de Mirysa. Pod koniec XIX w. przy wyjeździe z miasteczka, na kępie z trzech stron wodą oblanej, sterczały ruiny zameczku, założonego zapewne jeszcze przez Malińskich. Zachowały się obwodowe ściany i wewnętrzne rozporządzenie komnat.